# Delta Cephei
Delta Cephei (δ Cep, δ Cephei) är Bayer-beteckningen för en kvadrupelstjärna belägen cirka 887 ljusår bort i den norra cirkumpolära stjärnbilden Cepheus. På detta avstånd är den skenbara magnituden hos stjärnan minskad med 0,23 på grund av skymning av gas och rymdstoft längs siktlinjen. Stjärnan är prototyp till Cepheidvariabelstjärnor som genomgår periodiska förändringar av ljusstyrkan.

## Upptäckten av Delta Cephei
År 1874 upptäckte John Goodricke att Delta Cephei var en variabel stjärna. Han beskrev sin första observation den 19 oktober 1784, följt av en serie regelbundna observationer de flesta nätter fram till den 28 december. Ytterligare observationer gjordes under det första halvåret 1785 och variabiliteten beskrevs i ett brev daterat den 28 juni 1785. Formellt offentliggörande kom den 1 januari 1786.  Detta var den andra variabla stjärnan av denna typ som upptäckts, sedan Eta Aquilae upptäckts bara några veckor tidigare den 10 september 1784.

## Egenskaper
Förutom att vara en prototyp, är Delta Cephei bland de, från solen räknat, närmaste stjärnorna av den här typen av variabler, med bara Polstjärnan närmare. Dess variabilitet orsakas av regelbundna pulsationer i de yttre skikten av stjärnan. Den varierar från magnitud 3,48 - 4,37 och även dess spektraltyp varierar från omkring F5 till G3. Pulsperioden är 5,366249 dygn, med ökning till maximum snabbare än den efterföljande nedgången till minimum.
Då perioden för denna klass av variabel beror på stjärnans ljusstyrka, är Delta Cephei av särskild betydelse som en kalibrator för relationen mellan perioden och ljusstyrkan, eftersom dess avstånd är ett av de mest exakt fastställda för en Cepheid. Denna noggrannhet är avhängig av dess plats i en stjärnhop  och tillgängligheten av exakta parallaxer erhållna från rymdteleskopet Hubble/Hipparcos.
Stjärnor av denna typ antas ha samlat massa på 3-12 gånger solens och sedan ha passerat genom huvudserien som stjärnor av B-typ. Med väte som förbrukas i sin kärnområde, passerar nu dessa instabila stjärnor senare skeden av kärnbränning.  Den uppskattade massan av Delta Cephei, såsom härledd från färgindex, är 4,5 ± 0,3 gånger solens massa. Som jämförelse är massan som härrör från evolutionära modeller 5,0 - 5,25 gånger solens massa. I detta skede av sin utveckling, har de yttre skikten av stjärnan expanderade till ett genomsnitt av 44,5 gånger solens omkrets.
Delta Cephei avger omkring 2 000 gånger solens ljusstyrka från dess yttre atmosfär. Detta leder till en stark stjärnvind, som i kombination med pulsationer och stötar i stjärnans atmosfär, matar ut massa med en hastighet av (1,0 ± 0,8) x 10 -6 solmassor per år, eller motsvarande solens massa på ungefär en miljon år.